# Bruno Peres
Bruno da Silva Peres (San Paolo, 1º marzo 1990) è un calciatore brasiliano, difensore o centrocampista del Retrô.

## Caratteristiche tecniche
È un terzino destro che può ricoprire indifferentemente la posizione di terzino in una difesa a quattro oppure di tornante in un centrocampo a cinque. Talvolta in carriera è stato utilizzato anche come esterno offensivo. È un giocatore veloce, agile e bravo nel dribbling. Tenace e aggressivo.

## Carriera

### Club

#### Gli inizi in Brasile
Ha iniziato la sua carriera di calciatore professionista nell'Audax nel 2010 con cui ha ottenuto 26 presenze e 2 gol. Nel corso della stessa stagione, viene prestato al Clube Atlético Bragantino. Chiude la sua esperienza con il club paulista con 6 presenze e una rete.
Nel 2011 viene nuovamente prestato dall'Audax, questa volta al Guarani. Gioca 16 partite in Série B e 17 nel Campeonato Paulista.

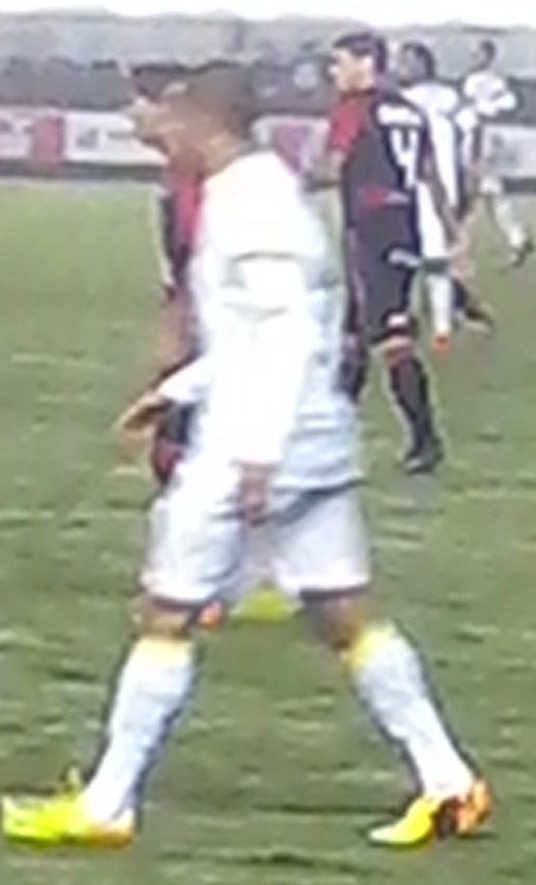
Bruno Peres con la maglia del Santos nel 2013

Il 5 luglio 2012, passa in prestito al Santos e debutta 3 giorni dopo contro il Grêmio. Il 29 luglio realizza il suo primo gol con la maglia dei Peixe, nella gara contro il Ponte Preta. Chiude la sua prima stagione con 27 presenze e 2 reti. Il 15 gennaio 2013, Peres viene acquistato definitivamente dal Santos. Dopo l'arrivo di Cicinho perde il posto da titolare e gioca solo 10 partite nell'arco della stagione, realizzando una rete. In totale con il Santos ha giocato 67 partite segnando 4 gol.

#### Torino
Il 1º settembre 2014 viene acquistato dal Torino per 2,2 milioni di euro. Fa il suo esordio il 21 settembre 2014 contro il Verona subentrando al posto di Cristian Molinaro, partita terminata 1 a 0 per gli scaligeri. Il 30 novembre arriva il suo primo gol in Serie A: dopo aver percorso tutto il campo, deposita il pallone in rete ponendo il risultato momentaneo sull'1-1 contro la Juventus. Lascia il Torino dopo due stagioni, totalizzando 68 presenze e 7 reti tra campionato e coppe.

#### Roma
Il 16 agosto 2016 viene ufficializzato il trasferimento del giocatore alla Roma in prestito per 1 milione di euro con obbligo di riscatto, condizionato al verificarsi di determinate situazioni sportive, fissato a 12,5 milioni di euro più bonus, fino ad un massimo di ulteriori 1,5 milioni di euro. Esordisce con la maglia giallorossa il 20 agosto 2016 nel match vinto 4-0 contro l'Udinese; segna il suo primo gol in giallorosso contro la Sampdoria il 29 gennaio 2017, reso inutile dalla rimonta blucerchiata per 3-2. Durante la sua stagione il suo rendimento è stato altalenante e nelle ultime partite ha anche perso il posto da titolare, nonostante ciò gioca 30 partite sulle 38 disponibili in Serie A (44 in tutte le competizioni) segnando 2 gol. A fine stagione al verificarsi dei risultati sportivi condizionanti è riscattato dalla società capitolina.  Tale rendimento piuttosto discontinuo si conferma nel corso della successiva stagione 2017-2018. Nel mentre si è comunque reso protagonista di un salvataggio sulla linea in Champions contro lo Šachtar che ha evitato che la Roma andasse sotto di 2 reti e agevolando la rimonta giallorossa al ritorno.

#### San Paolo e Sport Recife
Il 6 luglio 2018 viene ufficializzato il passaggio del giocatore al San Paolo in prestito con diritto di riscatto, fissato a 8 milioni, fino al 31 dicembre 2019. Esordisce con il club brasiliano il 3 agosto seguente, nel match di Coppa Sudamericana contro gli argentini del Colón. Sigla il suo primo gol con il San Paolo il 26 agosto 2018, sancendo la vittoria di misura del San Paolo sul Ceará in campionato.
Rimasto progressivamente ai margini della rosa, il 26 settembre 2019 si trasferisce, sempre con la formula del prestito, allo Sport Recife.

#### Ritorno a Roma
Terminato il prestito nel gennaio 2020, fa ritorno alla Roma, con cui torna a giocare il 16 del mese stesso in Coppa Italia contro il Parma. Divenuto progressivamente la prima scelta del tecnico Fonseca per il ruolo di tornante con centrocampo a 5 e terzino destro, il 22 luglio seguente il giocatore mette a segno la sua prima doppietta in giallorosso, ai danni della SPAL (1-6).
Nella stagione seguente viene relegato a riserva di Rick Karsdorp. Ciononostante riesce a giocare molte volte durante la stagione sia sulla fascia destra che su quella mancina e riesce trovare il suo primo gol nelle coppe europee (oltreché stagionale), il 22 ottobre nella sfida dei gironi di Europa League in trasferta contro lo Young Boys vinta 2-1.
Ha giocato la sua ultima partita con i giallorossi nel derby di Roma vinto per 2-0 contro la Lazio.

#### Trabzonspor
Il 26 maggio 2021 si accorda con il Trabzonspor, (insieme all'ex giallorosso Gervinho) dove continuerà ad indossare la maglia numero 33. Debutta con i turchi il 5 agosto successivo, nel match casalingo di Conference League contro il Molde (3-3). Il 27 aprile 2023 risolve anticipatamente il contratto con la squadra turca, in scadenza il 31 maggio 2024.

#### Atletico Paranaense
Il 26 agosto 2023 torna in Brasile e firma un contratto con l'Atletico Paranaense.

## Statistiche

### Presenze e reti nei club
Statistiche aggiornate al 26 agosto 2023.
| Stagione           | Squadra            | Campionato         | Campionato | Campionato | Coppe nazionali | Coppe nazionali | Coppe nazionali | Coppe continentali | Coppe continentali | Coppe continentali | Altre coppe | Altre coppe | Altre coppe | Totale | Totale |
| Stagione           | Squadra            | Comp               | Pres       | Reti       | Comp            | Pres            | Reti            | Comp               | Pres               | Reti               | Comp        | Pres        | Reti        | Pres   | Reti   |
| ------------------ | ------------------ | ------------------ | ---------- | ---------- | --------------- | --------------- | --------------- | ------------------ | ------------------ | ------------------ | ----------- | ----------- | ----------- | ------ | ------ |
| 2009-2010          | Audax-SP           | B                  | 10         | 0          | -               | -               | -               | -                  | -                  | -                  | -           | -           | -           | 10     | 0      |
| 2010               | Bragantino         | B                  | 6          | 1          | -               | -               | -               | -                  | -                  | -                  | -           | -           | -           | 6      | 1      |
| 2010-2011          | Audax-SP           | B                  | 16         | 2          | -               | -               | -               | -                  | -                  | -                  | -           | -           | -           | 16     | 2      |
| Totale Audax-SP    | Totale Audax-SP    | Totale Audax-SP    | 26         | 2          |                 | 0               | 0               |                    | 0                  | 0                  |             |             |             | 26     | 2      |
| 2011-2012          | Guarani            | B                  | 33         | 0          | -               | -               | -               | -                  | -                  | -                  | -           | -           | -           | 33     | 0      |
| 2012               | Santos             | A+CP               | 25+0       | 2+0        | -               | -               | -               | -                  | -                  | -                  | RS          | 2           | 0           | 27     | 2      |
| 2013               | Santos             | A+CP               | 11+18      | 1+0        | CB              | 1               | 0               | -                  | -                  | -                  | -           | -           | -           | 30     | 1      |
| 2014               | Santos             | A+CP               | 2+7        | 0+1        | CB              | 1               | 0               | -                  | -                  | -                  | -           | -           | -           | 10     | 1      |
| Totale Santos      | Totale Santos      | Totale Santos      | 63         | 4          |                 | 2               | 0               |                    | 0                  | 0                  |             | 2           | 0           | 67     | 4      |
| 2014-2015          | Torino             | A                  | 34         | 3          | CI              | -               | -               | UEL                | -                  | -                  | -           | -           | -           | 34     | 3      |
| 2015-2016          | Torino             | A                  | 31         | 3          | CI              | 2               | 0               | -                  | -                  | -                  | -           | -           | -           | 33     | 3      |
| ago. 2016          | Torino             | A                  | 0          | 0          | CI              | 1               | 1               | -                  | -                  | -                  | -           | -           | -           | 1      | 1      |
| Totale Torino      | Totale Torino      | Totale Torino      | 65         | 6          |                 | 3               | 1               |                    | -                  | -                  |             | -           | -           | 68     | 7      |
| ago. 2016-2017     | Roma               | A                  | 30         | 2          | CI              | 4               | 0               | UCL+UEL            | 1+9                | 0                  | -           | -           | -           | 44     | 2      |
| 2017-2018          | Roma               | A                  | 18         | 0          | CI              | 1               | 0               | UCL                | 6                  | 0                  | -           | -           | -           | 25     | 0      |
| giu.-dic. 2018     | San Paolo          | A1/SP+A            | 19         | 1          | CB              | 0               | 0               | CS                 | 2                  | 0                  | -           | -           | -           | 21     | 1      |
| gen.-set. 2019     | San Paolo          | A1/SP+A            | 6+0        | 0+0        | CB              | 0               | 0               | CL                 | 2                  | 0                  | -           | -           | -           | 8      | 0      |
| Totale San Paolo   | Totale San Paolo   | Totale San Paolo   | 6+19       | 1          |                 | 0               | 0               |                    | 4                  | 0                  |             | -           | -           | 29     | 1      |
| sett.-dic. 2019    | Sport Recife       | B                  | 1          | 0          | CB              | -               | -               | -                  | -                  | -                  | -           | -           | -           | 1      | 0      |
| gen.-giu. 2020     | Roma               | A                  | 16         | 2          | CI              | 2               | 0               | UEL                | 1                  | 0                  | -           | -           | -           | 19     | 2      |
| 2020-2021          | Roma               | A                  | 30         | 1          | CI              | 1               | 0               | UEL                | 13                 | 1                  | -           | -           | -           | 44     | 2      |
| Totale Roma        | Totale Roma        | Totale Roma        | 94         | 5          |                 | 8               | 0               |                    | 30                 | 1                  |             | -           | -           | 132    | 6      |
| 2021-2022          | Trabzonspor        | SL                 | 27         | 1          | CT              | 4               | 0               | UECL               | 4                  | 0                  | -           | -           | -           | 35     | 1      |
| 2022-2023          | Trabzonspor        | SL                 | 7          | 0          | CT              | 2               | 0               | UECL               | 2                  | 0                  | -           | -           | -           | 11     | 0      |
| Totale Trabzonspor | Totale Trabzonspor | Totale Trabzonspor | 34         | 1          |                 | 6               | 0               |                    | 6                  | 0                  |             | -           | -           | 46     | 1      |
| ago.-dic. 2023     | Athl. Paranaense   | A                  | 0          | 0          | CB              | -               | -               | CL                 | -                  | -                  | -           | -           | -           | 0      | 0      |
| Totale carriera    | Totale carriera    | Totale carriera    | 347        | 20         |                 | 19              | 1               |                    | 40                 | 1                  |             | 2           | 0           | 408    | 22     |

## Palmarès

### Club

#### Competizioni internazionali
- Recopa Sudamericana: 1

Santos: 2012

#### Competizioni nazionali
- Campionato turco: 1

Trabzonspor: 2021-2022